# Percnia maculata
Percnia maculata är en fjärilsart som beskrevs av Moore 1867. Percnia maculata ingår i släktet Percnia och familjen mätare. Inga underarter finns listade i Catalogue of Life.